# 克龍山
47°17′29″N 9°19′46″E / 47.29139°N 9.32944°E

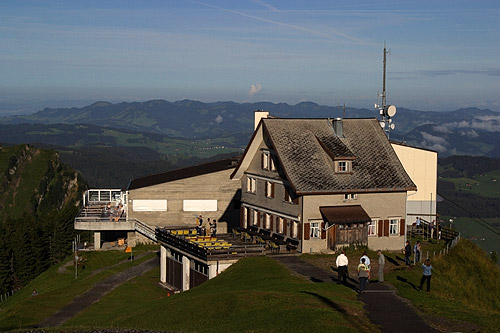

克龍山（Kronberg），是瑞士的山峰，位於該國東北部，由內阿彭策爾州負責管轄，屬於阿彭策爾阿爾卑斯山脈的一部分，該山峰海拔高度1,663米。

## 外部連結
- Kronberg Luftseilbahn
- Kronberg on Hikr （页面存档备份，存于）
- Spherical panorama of Kronberg （页面存档备份，存于）